# Contea di Hunterdon
La contea di Hunterdon, in inglese Hunterdon County, è una contea del New Jersey negli Stati Uniti.
Fa parte dell'area metropolitana di New York. Il capoluogo è Flemington.

## Geografia fisica
La contea confina a nord-ovest con la contea di Warren, a nord-est con la contea di Morris, a est con la contea di Somerset, a sud-est con la contea di Mercer e a ovest il fiume Delaware segna il confine con la contea di Bucks inPennsylvania.
Il territorio è prevalentemente collinare. Si eleva gradualmente dalla valle del Delaware ad ovest fino a raggiungere la massima altezza di 323 metri. L'area occidentale ricade nel bacino del fiume Delaware. I principali affluenti del Delaware sono il fiume Musconetcong, che segna il confine nord-occidentale, ed il Lockatong Creek che scorre nell'area centrale. Nell'area orientale scorre il fiume Raritan.
Il capoluogo di contea è la città di Flemington, posta nell'area centrale. Altri centri sono Readington, Clinton e Lebanon.

## Storia
L'area era abitata dai nativi Lenape quando arrivarono i primi coloni europei nel XVII secolo. La contea fu creata nel 1714 (separandola dalla contea di Burlington) e deve il suo nome al governatore Robert Hunter.

## Comuni
| - Alexandria - township - Bethlehem - township - Bloomsbury - borough - Califon - borough - Clinton - town - Clinton Township - township - Delaware - township - East Amwell - township - Flemington (capoluogo) - borough - Franklin - township - Frenchtown - borough - Glen Gardner - borough - Hampton - borough | - High Bridge - borough - Holland - township - Kingwood - township - Lambertville - city - Lebanon - borough - Lebanon Township - township - Milford - borough - Raritan - township - Readington - township - Stockton - borough - Tewksbury - township - Union - township - West Amwell - township |